# Шипилово (Мышкинский район)
Шипилово — село в Мышкинском районе Ярославской области России. 
В рамках организации местного самоуправления является центром Приволжского сельского поселения, в рамках административно-территориального устройства — центром Шипиловского сельского округа.

## География
Расположено в 101 километрах к западу от центра города Ярославля и в 15 километрах к западу от города Мышкин.

## История
Церковь на погосте Шипилово была построена в 1808 году и заключала в себе четыре престола: Знамения Пресвятой Богородицы, Святого Иоанна Предтечи, Святителя и Чудотворца Николая и Святых Бессеребрянников Косьмы и Дамиана. 
В конце XIX — начале XX века деревня входила в состав Архангельской волости Мышкинского уезда Ярославской губернии.
С 1929 года село являлось центром Шипиловского сельсовета Мышкинского района, с 2005 года — в составе Приволжского сельского поселения.

## Население
| 1859 | 2002 | 2007 | 2010 |
| ---- | ---- | ---- | ---- |
| 44   | ↗101 | ↗108 | ↘91  |

Согласно результатам переписи 2002 года, в национальной структуре населения русские составляли 98 % из 101 жителя.

## Инфраструктура
В селе имеются Шипиловская основная общеобразовательная школа (новое здание открыто в 2004 году), дом культуры, фельдшерско-акушерский пункт, отделение почтовой связи.